# Mimosa scabrella
Mimosa scabrella är en ärtväxtart som beskrevs av George Bentham. Mimosa scabrella ingår i släktet mimosor, och familjen ärtväxter.

## Underarter
Arten delas in i följande underarter:
- M. s. aspericarpa
- M. s. scabrella

## Bildgalleri

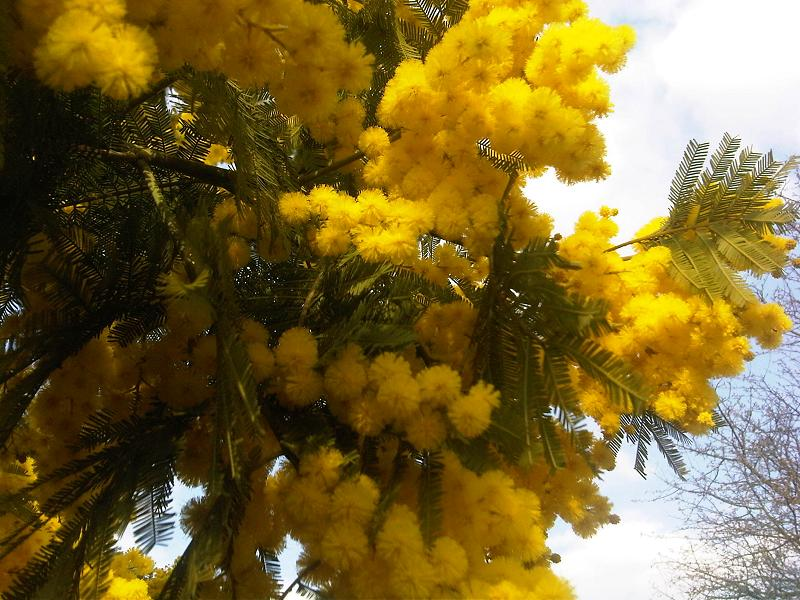